# اچ‌ام‌اس ابردیر (جی۴۹)
اچ‌ام‌اس ابردیر (جی۴۹) (به انگلیسی: HMS Aberdare (J49)) یک کشتی بود که طول آن ۲۳۱ فوت (۷۰ متر) بود. این کشتی در سال ۱۹۱۸ ساخته شد.